# استالینو (جمهوری آذربایجان)
استالینو (به لاتین: Stalino) یک منطقه مسکونی در جمهوری آذربایجان است که در شهرستان گوی‌گول واقع شده است.